# Râul Corund
Râul Corund este un curs de apă, afluent al Râului Târnava Mică. 

## Hărți
- Harta județului Harghita
- Harta județului Mureș